# Hollywood Boulevard (film, 1996)
Pour les articles homonymes, voir Hollywood Boulevard (film).
Pour plus de détails, voir Fiche technique et Distribution.
Hollywood Boulevard est un film américain réalisé par Stephen Vittoria, sorti en 1996.

## Fiche technique
Source principale de la fiche technique
- Titre original : Hollywood Boulevard
- Réalisation : Stephen Vittoria
- Scénario : Stephen Vittoria
- Direction artistique :
- Musique : Robert Guillory
- Décors : J. C. Svec
- Costumes :
- Photographie : Thomas F. Denove
- Son :
- Montage : Tracy Zigler
- Production : Thomas F. Denove et Stephen Vittoria
  - production associée : John Otrin et Tracy Zigler
  - Production déléguée : Thomas J. McCarthy et Lawrence M. Silver
  - Coproduction : Morris Anderson et Frank Dombrowski
- Société de production :
- Distribution :
  -  États-Unis : Alpine Releasing
  -  France :
- Budget :
- Pays :  États-Unis
- Format : Couleur
- Genre : Drame
- Durée :
- Date de sortie : 1996

## Distribution
Source principale de la distribution
- Julianne Phillips : Linda Morgan / Sarah Constance Banks
- Jon Tenney : Joey
- John C. McGinley : Jackson Elliot
- Erik Palladino : Seamus
- James Acheson : Jim
- Rob Caudill : Vietnam Vet
- Nathan Lawrence : Danny
- Ralph Manza : The Janitor
- John Otrin : Limo Driver
- Angela Paton : Mary
- Dean Starkey : le père de Linda
- Jeryil Taylor : la mère de Linda
- Riley Weston : une prostituée